# Anisographe navigata
Anisographe navigata là một loài bướm đêm trong họ Geometridae.